# Malešín (Vodice)
Malešín (německy Maleschin) je malá vesnice, část obce Vodice v okrese Tábor v Jihočeském kraji. Nachází se asi 1,5 kilometru jižně od Vodic. Je zde evidováno 42 adres. V roce 2011 zde trvale žilo 31 obyvatel.
Malešín leží v katastrálním území Malešín u Vodice o rozloze 2,46 km².

## Název
Název vesnice je odvozen přivlastňovací příponou z osobního jména Malecha ve významu Malechův dvůr. V historických pramenech se název objevuje ve tvarech: Malessin (1542), w Malessinie (1550), Malessyn (1654).

## Historie
První písemná zmínka o vesnici pochází z roku 1542.

## Obyvatelstvo
| Rok            | 1869 | 1880 | 1890 | 1900 | 1910 | 1921 | 1930 | 1950 | 1961 | 1970 | 1980 | 1991 | 2001 | 2011 | 2021 |
| -------------- | ---- | ---- | ---- | ---- | ---- | ---- | ---- | ---- | ---- | ---- | ---- | ---- | ---- | ---- | ---- |
| Počet obyvatel | 242  | 261  | 277  | 284  | 237  | 230  | 191  | 130  | 127  | 108  | 84   | 61   | 39   | 31   | 34   |
| Počet domů     | 26   | 32   | 29   | 33   | 34   | 34   | 35   | 39   | 39   | 28   | 30   | 36   | 40   | 40   | 31   |

## Další fotografie

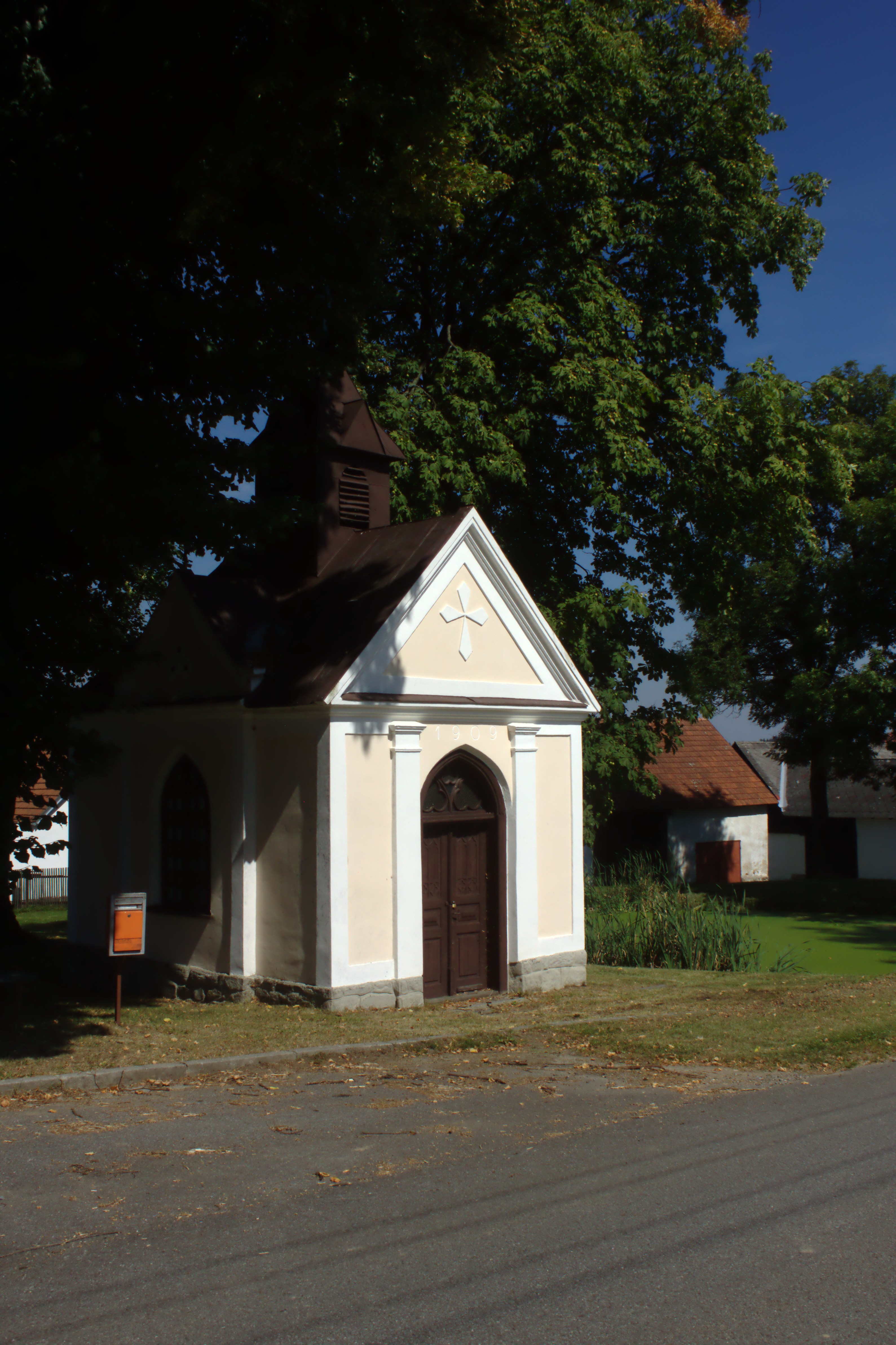
Kaple
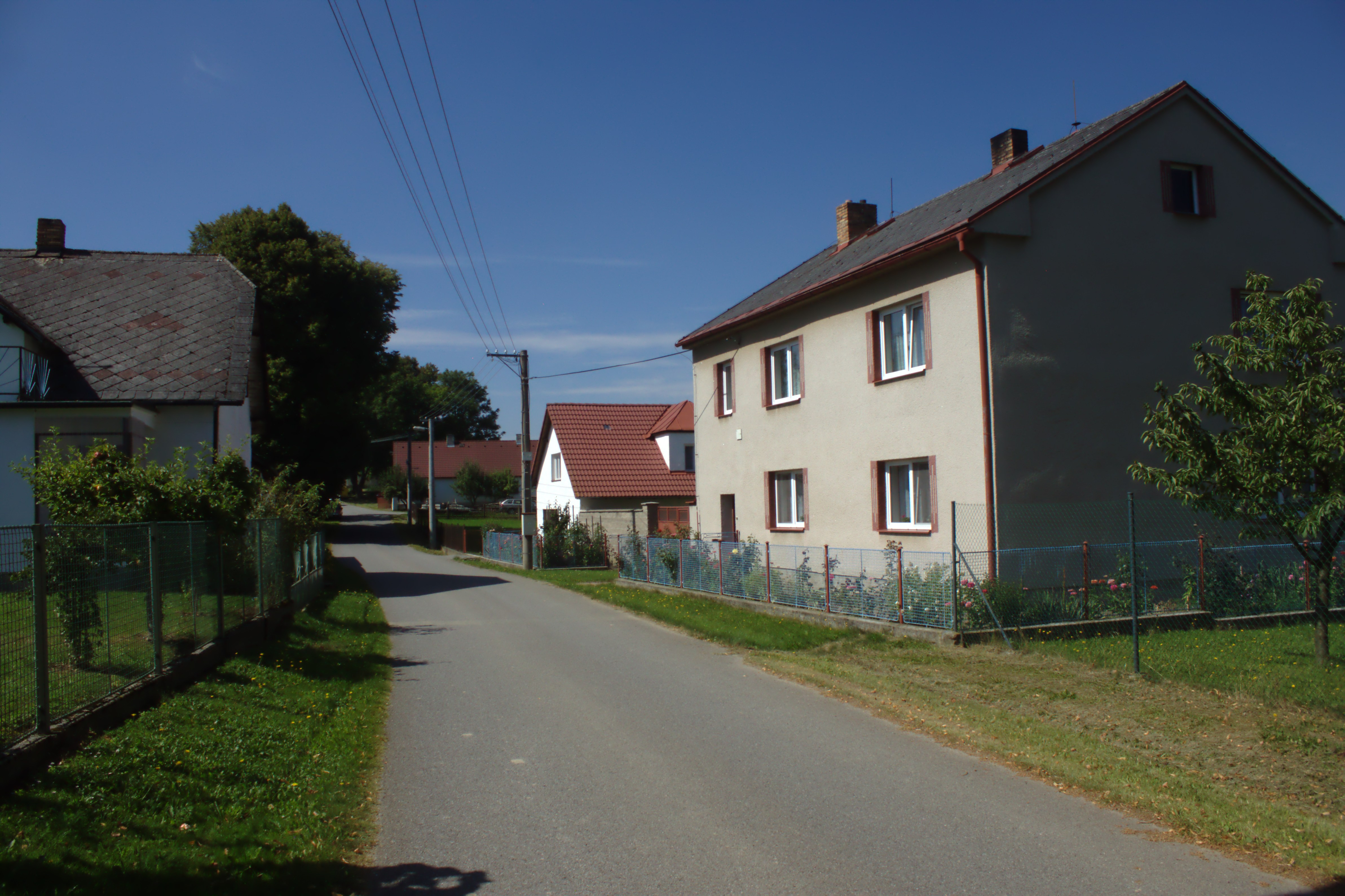
Obytné domy
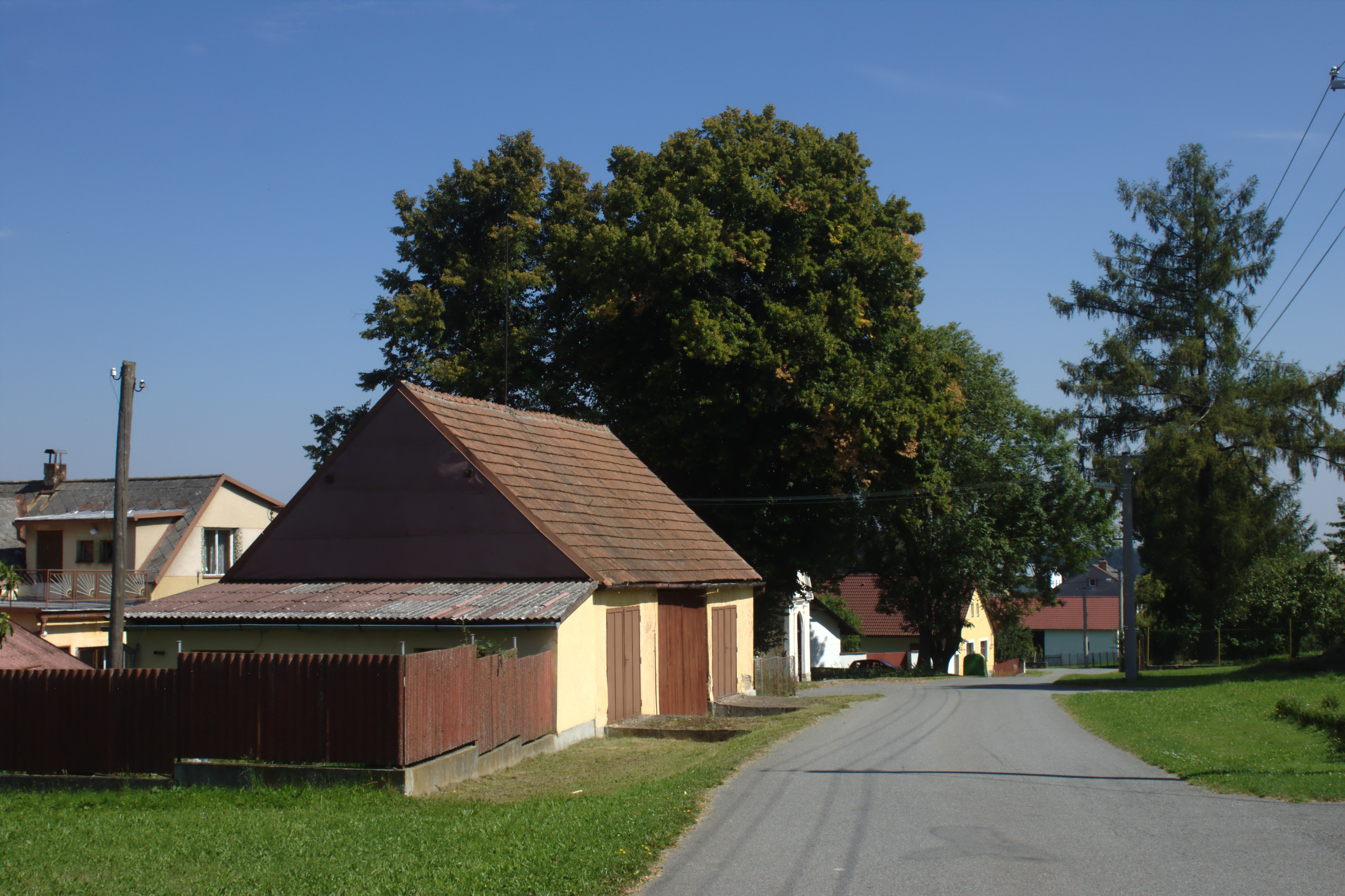
Stodola